# Brody Malone
Brody Malone (Johnson City, 7 de enero de 2000) es un deportista estadounidense que compite en gimnasia artística, especialista en la prueba de barra fija.
Participó en dos Juegos Olímpicos de Verano, obteniendo una medalla de bronce en París 2024, en la prueba por equipos (junto con Asher Hong, Paul Juda, Stephen Nedoroscik y Frederick Richard), y  el cuarto lugar en Tokio 2020 (barra fija).
Ganó dos medallas en el Campeonato Mundial de Gimnasia Artística, en los años 2021 y 2022.

## Palmarés internacional
| Juegos Olímpicos   | Juegos Olímpicos        | Juegos Olímpicos  | Juegos Olímpicos     |
| Año                | Lugar                   | Medalla           | Prueba               |
| ------------------ | ----------------------- | ----------------- | -------------------- |
| 2024               | París (Francia)         | Medalla de bronce | Concurso por equipos |
| Campeonato Mundial |                         |                   |                      |
| Año                | Lugar                   | Medalla           | Prueba               |
| 2021               | Kitakyushu (Japón)      | Medalla de bronce | Barra fija           |
| 2022               | Liverpool (Reino Unido) | Medalla de oro    | Barra fija           |